# Ramón Rodríguez
Ramón Rodríguez (Río Piedras, 24 de Setembro de 1979), é um Ator porto-riquenho mais conhecido por seu personagem "Leo Sptes" do filme Transformers: Revenge of the Fallen.

## Biografia
Rodríguez nasceu em Porto Rico, começou sua carreira em 2005.
Seu trabalho ganhou notoriedade em 2009 quando fez o personagem "Leo Sptes" no segundo filme da série Transformers.
Em 2014 trabalhou na série de tv "Gang Related".

## Filmografia
- Carlito's Way - Rise to Power (2005)
- Dealbreaker (2005)
- 5G (2006)
- The Wannable (2006)
- Ira and Abby (2007)
- Bella (2007)
- Surfer, Dude (2008)
- Pride and Glory (2008)
- Transformers: Revenge of the Fallen (2009)
- Battle: Los Angeles (2011)
- Need for Speed (2014)
- Leavey (2016)
- Burn Your Maps (2016)

### Séries
- Rescue Me (2005)
- Law & Order: Special Victims Unit (2006)
- Day Break (2007)
- The Wire (2007)
- Nurses (2008)
- Exit 19. (2010)
- Charlie's Angels (2012)
- Gang Related (2014)
- Marvel's Iron Fist (2017)

## Ligação externa
- Ramón Rodríguez. no IMDb.